# 鯰博行
鯰 博行（なまず ひろゆき　昭和41年5月4日 - ）は、日本の外交官。
東京大学教養学部教養学科卒業（平成元年3月）
神奈川県出身。

## 略歴
- 平成元年4月　外務省入省
- 平成16年7月　在アメリカ合衆国日本国大使館 一等書記官
- 平成18年1月　在アメリカ合衆国日本国大使館 参事官
- 平成19年7月　在中華人民共和国日本国大使館 参事官
- 平成21年7月　北米局日米安全保障条約課日米地位協定室長
- 平成23年11月　北米局日米安全保障条約課長
- 平成25年8月　大臣官房 兼内閣事務官 内閣官房内閣参事官（内閣官房副長官補付）
- 平成26年4月　内閣官房内閣参事官（国家安全保障局）
- 平成28年8月　外務省アジア大洋州局地域政策課長
- 平成29年9月　大臣官房参事官兼アジア大洋州局、アジア大洋州局南部アジア部
- 平成29年11月　兼第8回太平洋・島サミット準備事務局長（～平成30年5月）
- 平成30年7月　国際連合日本政府代表部 公使
- 平成30年7月　国際連合日本政府代表部 大使
- 令和元年9月　大臣官房参事官兼経済局
- 令和3年6月　国際法局長
- 令和4年8月　経済局長
- 令和5年8月　アジア大洋州局長
- 令和7年1月　外務審議官（政務）

## 同期
- 相航一（23年アメリカ特命全権公使・21年アメリカ公使）
- 赤堀毅（24年外務審議官（経済担当）・22年地球規模課題審議官）
- 赤松秀一（21年上海総領事）
- 安藤俊英（24年中東アフリカ局長・22年領事局長）
- 市川恵一（23年内閣官房副長官補・22年総合外交政策局長・20年北米局長）
- 岡井朝子（23年バーレーン大使・18年国連事務次長補）
- 加納雄大（23年ユネスコ大使・22年内閣府国際平和協力本部事務局長・21年南部アジア部長）
- 城内実（14年外務副大臣・03年衆議院議員）
- 齋田伸一（23年国際平和協力本部事務局長・22年アフリカ部長・20年アメリカ公使・16年エチオピア大使）
- 志水史雄（22年大臣官房長・20年中華人民共和国公使、18年アフリカ連合代表部大使）
- 曽根健孝（22年在ロサンゼルス総領事）
- 田村政美（23年外務省研修所長・20年インドネシア公使）
- 浜田隆（23年瀋陽総領事・21年内閣情報調査室内閣審議官兼国際テロ情報集約室次長）
- 中込正志（22年欧州局長・21年内閣総理大臣秘書官）
- 長岡寛介（24年チェコ大使・21年中東アフリカ局長・19年大臣官房審議官）
- 星野芳隆（23年エルサルバドル大使・21年スポーツ庁審議官）
- 松永健（23年トロント総領事）
- 山本恭司（19年フィリピン公使）
- 米谷光司（21年アフリカ部長・17年ジブチ大使）